# Архиепархия Сант-Анджело-деи-Ломбарди-Конца-Нуско-Бизаччи
Архиепархия Сант-Анджело-деи-Ломбарди-Конца-Нуско-Бизаччи (лат. Archidioecesis Sancti Angeli de Lombardis-Compsana-Nuscana-Bisaciensis, итал. Arcidiocesi di Sant'Angelo dei Lombardi-Conza-Nusco-Bisaccia) епархия Римско-католической церкви, в составе митрополии Беневенто, входящей в церковную область Кампании. В настоящее время епархией управляет архиепископ Паскуале Кашо.
Клир епархии включает 65 священников (41 епархиальных и 24 монашествующих священников), 1 диакон, 35 монахов, 73 монахинь.
Адрес епархии: Via Belvedere, 83054 Sant’Angelo dei Lombardi [Avellino], Italia.

## Территория
В юрисдикцию епархии входят 36 приходов в 29 коммунах Кампании: все в провинции Ирпиния.
Кафедра архиепископа находится в городе Сант'Анджело-дей-Ломбарди в церкви Святого Антония. Сокафедральные соборы находятся в городах: Конца-делла-Кампания — собор Санта Мария Ассунта, Нуско — собор Святого Стефана и Бизачча — собор Рождества Пресвятой Богородицы.
Все приходы архиепархии Сант-Анджело-деи-Ломбарди-Конца-Нуско-Бизаччи объединены в 4 деканата.

## История
Кафедра Концы была основана в VIII века. Первое упоминание о епархии в документе относится к 743 году. Это документ, подтверждающий участие епископa Пелагия на Римском соборе, состоявшимся в этом году.
Во второй половине XI века кафедра Концы была возведена в ранг архиепархии-митрополии. В то же время, не ранее 1076 года, была основана кафедра Нуско.
Кафедры Сант-Анджело-деи-Ломбарди и Бизаччи были основаны в XII веке. В 1122 (1123) году в Конце был освящен собор.
В 1513 году епархии Сант-Анджело-деи-Ломбарди и Бизаччи были объединены по принципу aeque principaliter, но в 1517 году они были разъединены, затем в 1534 году снова объединены, что получило подтверждение в 1540 году.
В первой половине XVIII века при епископе Франческо Паоло Николаи в Конце была основана епархиальная семинария.
27 июня 1818 года архиепархия Концы была объединена с епархией Кампании, которая была основана 15 июня 1525 года. В том же году епархия Сант-Анджело-деи-Ломбарди и епархия Нуско были расширены за счет включения в их состав части территории епархий Монтеверде и Монтемарано.
30 сентября 1921 года епархия Кампании была восстановлена, и архиепархия Концы была объединена по принципу aeque principaliter с епархиями Сант-Анджело-деи-Ломбарди и Бизаччи.
4 августа 1973 года епархия Нуско была объединена по принципу in persona episcopi с архиепархией Концы и епархиями Сант-Анджело-деи-Ломбарди и Бизаччи.
30 апреля 1979 года архиепархия Концы утраутратила статус митрополии буллой Quamquam Ecclesia Папы Иоанна Павла II.
Во время землетрясения 1980 года сильно пострадало культурное наследие епархии, среди многих церквей был разрушен и древний собор в Конце.
30 сентября 1986 года архиепархия Концы и епархии Сант- Анджело-деи-Ломбарди, Бизаччи и Нуско были полностью объединены в единую епархию, приняв своё нынешнее название, и включены в состав митрополии Беневенто.
18 октября 1995 года в состав епархии вошли приходы в коммуне Рокка-Сан-Феличе, ранее принадлежавшие епархии Авеллино. 25 января 1998 года в состав епархии вошли приходы в коммунах Фридженто, Стурно, Джезуальдо и Вилламайна, ранее также принаджлежавшие епархии Авеллино, а приходы в коммуне Валлата отошли к епархии Ариано-Ирпино-Лачедонии.

## Ординарии епархии

### Кафедра Сант-Анджело-деи-Ломбарди
- Бонифачо (упоминается в 1179);
- Джованни (упоминается в 1247);
- Лоренцо (1346) — назначен архиепископом Концы;
- Пьетро дель Акуила[итал.] (12.02.1347 — 30.05.1348) — назначен епископом Тривенто;
- Роберто Эсторе (1348) — августинец-еремит;
- Алессандро (1398);
- Пьетро (24.12.1398 — 1418);
- Антони да Барлетта (07.05.1418 — 1427);
- Пьетро де Аджелло (13.10.1427 — 1448) — целестинец;
- Поссуло Доннорозо (1447);
- Джакомо (03.08.1468 — 15.01.1477) — августинец-еремит;
- Микеле (21.02.1477 — 1485);
- Эдоардо Ферро (12.08.1485 — 1491);
- Бьяджо де Лока (1492);
- Райнальдо Канчельери (16.12.1502 — 1517).

### Кафедра Бизаччи
- Риккардо (упоминается в 1179);
- Лодато (1254);
- Дзаккария (1265—1282);
- Бенедетто (1282 — 20.04.1288) — назначен епископом Авеллино;
- Манфредо (1291) — апостольский администратор;
- Франческо (1310) — назначен епископом Асколи Сатриано;
- Джакомо (19.03.1311 — 1328);
- Джованни I (20.03.1329 — 1329) — избранный епископ;
- Франческо Бестаньо (11.09.1329 — 1351);
- Никола I (1351) — доминиканец;
- Бенедетто Колонна (1353);
- Джованни II (1364) — назначен епископом Терральбы;
- Костантино да Термоли (26.03.1365 — 03.11.1368) — назначен епископом Монтекорвино;
- Стефано (1368—1369);
- Франческо де Капите (1369) — францисканец;
  - Сиффредо Рейнарди (1385) — антиепископ;
- Никола II (1386);
- Леоне (1389);
- Джованни Анджели (1410);
- Гульельмо Николаи (1428);
- Петруччо де Мильоло (12.06.1450 — 30.01.1463) — назначен епископом Лачедонии;
- Мартино де Маджо (08.04.1463 — 24.08.1487) — назначен епископом Бишелье;
- Бернардино Барбьяни (1487);
- Гаспаре де Корбара (12.11.1498 — 23.12.1517).

### Кафедра Сант-Анджело-деи-Ломбарди и Бизаччи
- Никола Вольпе (1517);
- Райнальдо Канчелльери (1542);
- Валерио Канчелльери (11.10.1542 — 1574);
- Пьетрантонио Вичедомини (17.11.1574 — 04.11.1580) — назначен епископом Авеллино;
- Джованни Баттиста Пьетралата (12.12.1580 — 1585);
- Антонелло де Фольгоре (27.11.1585 — 1590);
- Фламинио Торричелла (30.01.1591 — 1600);
- Гаспаре Палюцци дельи Альбертони (04.04.1601 — 1614);
- Франческо Дьоталлеви (21.07.1614 — 1622);
- Эрколе Рангони (02.05.1622 — 24.04.1645) — назначен епископом Концы;
- Грегорио Коппино (12.06.1645 — 1645) — бенедиктинец;
- Алессандро Сарцилла (12.05.1646 — 1646);
- Игнацио Кьянти (07.01.1647 — 1661) — доминиканец;
- Томмазо де Роза (16.01.1662 — 08.05.1679) — назначен епископом Поликастро;
- Джованни Баттиста Непита (08.01.1680 — 26.03.1685) — назначен епископом Масса Любрензе;
- Джузеппе Мастеллоне (14.05.1685 — 1721);
- Джузеппе Галлиани (01.12.1721 — 1727);
- Анджело Мария Наппи (05.06.1727 — 1734) — сервит;
- Антонио Манерба (Малерба) (25.05.1735 — 1761);
- Доменико Вольпе (25.01.1762 — 12.03.1783);
  - Sede vacante (1783—1792);
- Карло Никодеми (26.03.1792 — 02.03.1808);
  - Sede vacante (1808—1818);
- Бартоломео Голья (21.12.1818 — 20.04.1840);
- Фердинандо Джирарди (22.07.1842 — 21.12.1846) — лазарист, назначен епископом Нардо;
- Джузеппе Дженнаро Романо (21.12.1846 — 17.06.1854);
- Джузеппе Мария Фанелли (23.06.1854 — 08.06.1891);
- Никола Ло Руссо (08.06.1891 — 09.04.1897);
- Джулио Томмази (19.04.1897 — 30.09.1921) — назначен епископом Концы, Сант-Анджело-деи-Ломбарди и Бизаччи.

### Кафедра Концы
- Пеладжо (упоминается в 743);
- Пьетро I (упоминается в 967);
- Пьетро II (упоминается в 1049);
- Леоне (упоминается в 1087);
- Грегорио (упоминается в 1103);
- Уго (1118—1123);
- Святой Этербо[итал.] (1169—1180);
- Джервазио (упоминается в 1184);
- Панталеоне (1200—1215);
- Неизвестный по имени (упоминается в 1224);
- Андреа (1225);
- Никола Бонифаци (24.04.1254 — 1273);
- Андреа де Альберто (18.08.1274 — 1277);
- Стефано де Ориниго (1277) — цистерцианец;
- Лоренцо Бьонди (13.06.1279 — 1282) — доминиканец;
  - Sede vacante (1282—1295) ;
- Аденольфо (01.10.1295 — 02.01.1301) — назначен архиепископом Беневенто;
- Консильо Гатти (30.01.1301 — 1308) — доминиканец;
  - Sede vacante (1308—1327);
- Леоне (27.02.1327 — 1334);
- Пьетро III (30.10.1334 — 1346);
- Лоренцо (11.12.1346 — 1351);
- Филиппо (1351) — кармелит;
- Бартоломео (04.07.1356 — 1389/1390);
  - Бернардо де Виллария (1388) — антиепископ;
- Мелло Альбито (18.05.1390 — 1412);
  - Никола (1395) — антиепископ;
  - Никола да Каша (15.05.1409 — 20.05.1422) — антиепископ, назначен архиепископом Россано;
- Гаспаре да Диано (20.05.1422 — 23.02.1438) — назначен архиепископом Неаполя;
- Латино Орсини (1438—1438) — назначен архиепископом Трани;
- Раймодно дельи Уготти (03.07.1439 — 1455) — базилианец;
- Джованни Конти[итал.] (26.01.1455 — 01.10.1484);
- Никколо Грато Конти (01.10.1484 — 20.09.1494) — избранный архиепископ;
- Франческо Конти[итал.] (08.10.1494 — 11.09.1517);
- Камилло Джезуальдо (11.09.1517 — 14.06.1535);
- Андреа Маттео Пальмьери[итал.] (14.06.1535 — 16.07.1535) — апостольский администратор;
- Трояно Джезуальдо (16.07.1535 — 1539);
- Никколо Каэтани ди Сермонета[итал.] (08.08.1539 — 05.05.1546) — апостольский администратор, назначен архиепископом Капуи;
- Марчелло Крешенци (05.05.1546 — 01.06.1552) — апостольский администратор;
- Амброджо Катарино Полити[итал.] (03.06.1552 — 08.11.1553) — доминиканец;
- Джероламо Муццарелли (11.12.1553 — 1561) — доминиканец;
- Альфонсо Джезуальдо[итал.] (14.04.1561 — 18.11.1572);
- Сальваторе Караччоло (19.11.1572 — 1573);
- Маркантонио Пескара (15.03.1574 — 1584);
- Шипьоне Джезуальдо (28.11.1584 — 1608);
- Бартоломео Чези[итал.] (10.03.1608 — 1614);
- Курцио Коччи (03.03.1614 — 1621);
- Фабио де Лагонисса[итал.] (21.02.1622 — 1645);
- Эрколе Рангони (24.04.1645 — 13.02.1650);
- Фабрицио Кампана (22.05.1651 — 17.09.1667) — целестинец;
- Джакомо Ленца (14.11.1667 — 1672) — бенедиктинец;
- Паоло Каравита (16.01.1673 — 26.09.1681) — оливетанец;
- Гаэтано Караччоло (30.04.1682 — 11.08.1709);
  - Sede vacante (1709—1716);
- Франческо Паоло Николаи (02.09.1716 — 11.08.1731);
- Джузеппе Николаи (09.08.1731 — 27.10.1758);
- Марчелло Капано Орсини (12.02.1759 — 28.06.1765);
- Чезаре Антонио Караччоло (09.12.1765 — 1776) — театинец;
- Игнацио Андреа Самбьязе (16.12.1776 — 1799) — театинец;
- Джоаккино Мария Манкузи (26.06.1805 — 1811);
  - Sede vacante (1811—1818).

### Кафедра Концы и Кампаньи
- Микеле Арканджело Луполи (25.05.1818 — 30.09.1831) — назначен архиепископом Салерно;
- Дженнаро Пеллини (02.07.1832 — 06.10.1835);
- Леоне Кьямпа (01.02.1836 — 22.12.1848) — назначен архиепископом Сорренто;
- Джузеппе Паппалардо (22.12.1848 — 19.12.1849);
- Грегорио Де Лука (20.05.1850 — 15.08.1878);
- Сальваторе Наппи (28.02.1879 — 18.10.1896);
- Антонио Бульоне (18.10.1896 — 20.02.1904);
- Никола Пиккирилли (15.11.1904 — 25.09.1917) — назначен архиепископом Ланчано;
- Кармине Чезарано[итал.] (30.09.1918 — 30.09.1921) — назначен архиепископом Кампаньи (титул персональный).

### Кафедра Концы, Сант-Анджело-деи-Ломбарди и Бизаччи
- Джулио Томмази (30.09.1921 — 15.08.1936);
- Аньелло Калькара (30.08.1937 — 01.07.1940) — назначен архиепископом Козенцы;
- Антонио Меломо (28.08.1940 — 28.06.1946);
- Доменико Карулло (15.09.1946 — 31.01.1968) — францисканец;
- Гастоне Можайски Перрелли[итал.] (04.08.1973 — 18.11.1978);
- Марио Мильетта[итал.] (18.11.1978 — 21.02.1981) — назначен архиепископом Удженто-Санта Мария ди Леука (титул персональный);
- Антонио Нуцци (21.02.1981 — 30.09.1986) — назначен архиепископом Сант’Aнджело-деи-Ломбарди-Конца-Нуско-Бизаччи.

### Кафедра Нуско
- Святой Амато[итал.] (1076 — 30.09.1093);
- Гвидо (упоминается в 1104);
- Руджеро I (упоминается в 1143);
- Гульельмо I (упоминается в 1194);
- Руджеро II (упоминается в 1198);
- Лука (упоминается в 1240);
- Джакомо (1285) — францисканец;
- Неизвестный по имени (упоминается в 1296);
- Руджеро Джезуальдо (1350);
- Франческо (31.10.1350 — 14.02.1365) — назначен епископом Сорра;
- Арнальдо (14.02.1365 — 1375);
- Анджело Витали (1375);
  - Антонио I (1386) — антиепископ;
  - Пьетро (XIV век) — антиепископ;
- Марко Порри (1394);
- Анджело Баррили (1396);
- Бернардо (1400);
- Гульельмо II (1418);
- Антонио II (24.11.1418 — 1435);
- Карлуччо (Паолуччо) (30.05.1435 — 1446);
- Джованнуччо Паскуале (1446—1471);
- Стефано Москателли (11.10.1471 — 1485);
- Антонио Марамальдо (21.11.1485 — 1513);
- Марино Аччьябьянка (1513 — 12.02.1537);
- Джероламо Аччьябьянка (17.06.1523 — 1537);
- Пьетро Паоло Паризи (11.01.1538 — 09.03.1545);
- Луиджи Кавальканти (01.06.1545 — 30.01.1563) — назначен епископом Бизиньяно;
- Alessandro Gadaletta † (30.01.1563 — 1572);
- Пьетро Персио (23.01.1573 — 1578);
- Патрицио Лунато Лаозио (15.10.1578 — 1602);
- Ладзаро Пеллиццари (20.11.1602 — 01.10.1607) — назначен епископом Модены;
- Джованни Баттиста Цуккато (19.11.1607 — 1614);
- Микеле Реция (09.07.1614 — 08.08.1639) — назначен епископом Асколи Сатриано;
- Франческо Аркуди[итал.] (19.12.1639 — 07.10.1641);
- Джованни Мауро (13.01.1642 — 01.11.1644) — францисканец-конвентуал;
- Аньелло Кампанья (06.03.1645 — 1648);
- Пьетро Паоло Руссо (01.03.1649 — 1657);
- Бенедетто Роччи (06.05.1658 — 1661) — кармелит;
- Анджело Пиккетти (16.01.1662 — 28.09.1668);
- Фульдженцио Арминио Монфорти (01.04.1669 — 1680) — августинец-еремит;
- Бенедетто Джачинто Санджермано (07.10.1680 — 07.06.1702);
- Джачинто Драгонетти (17.02.1703 — 11.09.1724) — назначен епископом Марси;
- Николо Туппити (11.09.1724 — 1740);
- Гаэтано де Арко (06.03.1741 — 25.05.1753);
- Франческо Антонио Бонавентура (26.11.1753 — 15.06.1788);
  - Sede vacante (1788—1792);
- Франческо Саверио Де Вива (27.02.1792 — 1797);
  - Sede vacante (1797—1818);
- Маттео Ачето (1818—1819) — избранный епископ;
- Паскуале де Николаис (21.02.1820 — 15.05.1835);
- Франческо-Паоло Мастропасква (02.10.1837 — 26.06.1848);
- Джузеппе Аутельтано (28.09.1849 — 1854);
- Микеле Адинольфи (30.11.1854 — 23.03.1860) — назначен епископом Ночеры-деи-Пагани;
- Гаэтано Стиша (23.03.1860 — 1870);
- Джованни Аквавива (22.12.1871 — 1893) — ораторианец;
- Эмилио Альфонсо Тодиско Гранде (12.06.1893 — 1896);
- Джузеппе Консенти (1893 — 12.06.1893) — редемпторист, назначен епископ Лучеры;
- Микеле Арканджело Пироне (30.11.1896 — 1909);
- Анджело Джачинто Скапардини (29.04.1909 — 10.09.1910) — назначен титулярным архиепископом Антиохии Писидийской;
- Луиджи Паулини (11.09.1911 — 10.03.1919) — назначен епископом Конкордии;
- Паскуале Морес (15.12.1919 — 31.01.1950);
- Гвидо Мария Казулло (29.05.1951 — 11.02.1963) — назначен вспомогательным епископом Пинейро;
- Гастоне Можайски-Перрелли[итал.] (10.05.1963 — 18.11.1978);
- Марио Мильетта[итал.] (18.11.1978 — 21.02.1981) — назначен архиепископом Удженто-Санта-Мария-ди-Леука (титул персональный);
- Антонио Нуцци (21.02.1981 — 30.09.1986) — назначен архиепископом Сант’Aнджело-деи-Ломбарди-Конца-Нуско-Бизаччи.

### Кафедра Сант’Aнджело-деи-Ломбарди-Конца-Нуско-Бизаччи
- Антонио Нуцци (30.09.1986 — 31.12.1988) — назначен архиепископом Терамо-Атри (титул персональный);
- Марио Милано[итал.] (14.12.1989 — 28.02.1998) — назначен архиепископом Аверзы (титул персональный);
- Сальваторе Нуннари (30.01.1999 — 18.12.2004) — назначен архиепископом Козенцы-Бизиньяно;
- Франческо Альфано[итал.] (14.05.2005 — 10.03.2012) — назначен архиепископом Сорренто-Кастелламмаре ди Стабии;
- Паскуале Кашо[итал.] (с 27 октября 2012 года — по настоящее время).

## Статистика
На конец 2010 года из 83 500 человек, проживающих на территории епархии, католиками являлись 83 000 человек, что соответствует 99,4 % от общего числа населения епархии.
| год  | население | население | население | священники | священники        | священники         | священники                           | постоянные диаконы | монахи  | монахи  | приходы |
| год  | католики  | всего     | %         | всего      | белое духовенство | черное духовенство | число католиков на одного священника | постоянные диаконы | мужчины | женщины | приходы |
| ---- | --------- | --------- | --------- | ---------- | ----------------- | ------------------ | ------------------------------------ | ------------------ | ------- | ------- | ------- |
| 1950 | 91.646    | 91.898    | 99,7      | 68         | 58                | 10                 | 1.347                                |                    | 10      | 73      | 22      |
| 1970 | 83.765    | 85.500    | 98,0      | 73         | 60                | 13                 | 1.147                                |                    | 19      | 92      | 24      |
| 1980 | 62.200    | 63.200    | 98,4      | 59         | 38                | 21                 | 1.054                                |                    | 25      | 80      | 22      |
| 1990 | 92.800    | 93.000    | 99,8      | 62         | 45                | 17                 | 1.496                                |                    | 18      | 117     | 40      |
| 1999 | 101.500   | 103.000   | 98,5      | 63         | 38                | 25                 | 1.611                                | 1                  | 31      | 78      | 45      |
| 2000 | 88.500    | 89.825    | 98,5      | 64         | 39                | 25                 | 1.382                                | 1                  | 47      | 83      | 45      |
| 2001 | 88.500    | 89.825    | 98,5      | 67         | 40                | 27                 | 1.320                                | 1                  | 57      | 83      | 45      |
| 2002 | 85.000    | 85.479    | 99,4      | 68         | 38                | 30                 | 1.250                                | 2                  | 57      | 83      | 45      |
| 2003 | 85.000    | 85.470    | 99,5      | 67         | 37                | 30                 | 1.268                                | 2                  | 70      | 86      | 45      |
| 2004 | 84.500    | 85.000    | 99,4      | 67         | 41                | 26                 | 1.261                                | 2                  | 50      | 78      | 35      |
| 2010 | 83.000    | 83.500    | 99,4      | 65         | 41                | 24                 | 1.276                                | 1                  | 35      | 73      | 36      |

### По епархии Сант-Анджело-деи-Ломбарди
- Даты на сайте Catholic-hierarchy.org Архивная копия от 4 октября 2018 на Wayback Machine, страница  Архивная копия от 21 октября 2012 на Wayback Machine
- Pius Bonifacius Gams, Series episcoporum Ecclesiae Catholicae Архивная копия от 26 июня 2015 на Wayback Machine, Leipzig 1931, p. 849 (лат.)
- Konrad Eubel, Hierarchia Catholica Medii Aevi, vol. 1 Архивная копия от 9 июля 2019 на Wayback Machine, p. 90; vol. 2 Архивная копия от 4 октября 2018 на Wayback Machine, p. 88; vol. 3 Архивная копия от 21 марта 2019 на Wayback Machine, p. 109; vol. 4 Архивная копия от 4 октября 2018 на Wayback Machine, p. 84 (лат.)

### По епархии Бизаччи
- Даты на сайте Сatholic-hierarchy.org Архивная копия от 4 октября 2018 на Wayback Machine, страница  Архивная копия от 7 ноября 2012 на Wayback Machine
- Pius Bonifacius Gams, Series episcoporum Ecclesiae Catholicae Архивная копия от 26 июня 2015 на Wayback Machine, Leipzig 1931, pp. 849–850 (лат.)
- Konrad Eubel, Hierarchia Catholica Medii Aevi, vol. 1 Архивная копия от 9 июля 2019 на Wayback Machine, p. 136; vol. 2 Архивная копия от 4 октября 2018 на Wayback Machine, p. 106; vol. 3 Архивная копия от 21 марта 2019 на Wayback Machine, p. 109 (лат.)

### По епархии Конца
- Pius Bonifacius Gams, Series episcoporum Ecclesiae Catholicae Архивная копия от 26 июня 2015 на Wayback Machine, Leipzig 1931, pp. 877–878 (лат.)
- Konrad Eubel, Hierarchia Catholica Medii Aevi, vol. 1 Архивная копия от 9 июля 2019 на Wayback Machine, pp. 202–203; vol. 2 Архивная копия от 4 октября 2018 на Wayback Machine, p. 134; vol. 3 Архивная копия от 21 марта 2019 на Wayback Machine, p. 175; vol. 4 Архивная копия от 4 октября 2018 на Wayback Machine, p. 160 (лат.)

### По епархии Нуско
- Даты на сайте Сatholic-hierarchy.org Архивная копия от 4 октября 2018 на Wayback Machine, страница  Архивная копия от 21 октября 2012 на Wayback Machine
- Pius Bonifacius Gams, Series episcoporum Ecclesiae Catholicae Архивная копия от 26 июня 2015 на Wayback Machine, Leipzig 1931, pp. 908–909 (лат.)
- Konrad Eubel, Hierarchia Catholica Medii Aevi, vol. 1 Архивная копия от 9 июля 2019 на Wayback Machine, p. 374; vol. 2 Архивная копия от 4 октября 2018 на Wayback Machine, p. 306; vol. 3 Архивная копия от 21 марта 2019 на Wayback Machine, p. 261; vol. 4 Архивная копия от 4 октября 2018 на Wayback Machine, p. 263 (лат.)